# Thesium tuneticum
Thesium tuneticum är en sandelträdsväxtart som beskrevs av Radovan Hendrych. Thesium tuneticum ingår i släktet spindelörter, och familjen sandelträdsväxter. Inga underarter finns listade i Catalogue of Life.